# Nowy Cyneasz
Nowy Cyneasz - tak miała się nazywać światowa organizacja państw, której projekt ogłosił w 1623 Emeryk de Crucée w dziele o takim właśnie tytule. Była to pierwsza w dziejach propozycja powołania organizacji międzynarodowej o zasięgu uniwersalnym. Oprócz państw europejskich w jej skład miały wejść również znane wówczas Europejczykom państwa z innych kontynentów, m.in. Maroko, Japonia, Chiny, Turcja i Persja.
Najważniejszym organem miała być Rada będąca jednocześnie ciałem przedstawicielskim i wykonawczym, zajmującym się także rozjemstwem i posiadającym prawo do nakładania sankcji (choć projekt nie precyzował ich katalogu ani też czynów zabronionych).